# Перрі (Оклахома)
Перрі (англ. Perry) — місто (англ. city) в США, в окрузі Нобл штату Оклахома. Населення — 4484 особи (2020).

## Географія
Перрі розташоване за координатами 36°16′49″ пн. ш. 97°18′29″ зх. д. / 36.28028° пн. ш. 97.30806° зх. д. (36.280188, -97.308166).  За даними Бюро перепису населення США в 2010 році місто мало площу 18,42 км², з яких 16,49 км² — суходіл та 1,93 км² — водойми.

## Демографія
Згідно з переписом 2010 року, у місті мешкало 5126 осіб у 2150 домогосподарствах у складі 1354 родин. Густота населення становила 278 осіб/км².  Було 2571 помешкання (140/км²).
Расовий склад населення:
| - 85,4 % — білих - 4,7 % — корінних американців - 3,3 % — чорних або афроамериканців - 0,6 % — азіатів - 1,4 % — осіб інших рас |

До двох чи більше рас належало 4,6 %. Частка іспаномовних становила 3,2 % від усіх жителів.
За віковим діапазоном населення розподілялося таким чином: 25,4 % — особи молодші 18 років, 55,8 % — особи у віці 18—64 років, 18,8 % — особи у віці 65 років та старші. Медіана віку мешканця становила 39,6 року. На 100 осіб жіночої статі у місті припадало 90,8 чоловіків;  на 100 жінок у віці від 18 років та старших — 87,5 чоловіків також старших 18 років.
Середній дохід на одне домашнє господарство  становив 58 148 доларів США (медіана — 41 763), а середній дохід на одну сім'ю — 68 745 доларів (медіана — 52 183). Медіана доходів становила 42 258 доларів для чоловіків та 28 903 долари для жінок. За межею бідності перебувало 16,0 % осіб, у тому числі 17,3 % дітей у віці до 18 років та 6,3 % осіб у віці 65 років та старших.
Цивільне працевлаштоване населення становило 2293 особи. Основні галузі зайнятості: виробництво — 23,2 %, освіта, охорона здоров'я та соціальна допомога — 22,5 %, мистецтво, розваги та відпочинок — 9,2 %, роздрібна торгівля — 7,1 %.